# القعب (الشغادرة)

تعديل مصدري - تعديل

القعب هي إحدى قرى عزلة قلعة حميد بمديرية الشغادرة التابعة لمحافظة حجة، بلغ تعداد سكانها 482 نسمة حسب تعداد اليمن لعام 2004.